# Ernst Deutsch
Ernst Deutsch (ur. 16 września 1890 w Pradze, zm. 22 marca 1969 w Berlinie) – austriacki aktor filmowy, teatralny i telewizyjny.

## Życiorys
Był synem Louise i żydowskiego kupca z Pragi Ludwiga Krausa. Dorastał w Pradze i uczęszczał do liceum. Był utalentowanym tenisistą, zajmując siódme miejsce na austro-węgierskiej liście tenisowej. Po ukończeniu szkoły średniej Deutsch służył w wojsku. Był przyjacielem z dzieciństwa Franza Werfela.
W 1914 zadebiutował na scenie Bertholda Viertela w Teatrze Ludowym w Wiedniu. W 1938 występował na scenie Broadwayu jako dr Goertier w sztuce J. B. Priestleya Byłem tu wcześniej. W 1941 powrócił na Broadway w roli Manfreda Geista w przedstawieniu Metoda Talleya. 
Po ekranowym debiucie w dramacie krótkometrażowym Zemsta umarłych (Die Rache der Toten, 1916) jako Schreiber i Ferenc, zagrał jezuitę w filmie Druga żona (Die zweite Frau, 1918). Zwrócił na siebie uwagę jako rabin Famulus w horrorze fantasy Golem (Der Golem, wie er in die Welt kam, 1920). Za rolę Scharfa w dramacie Proces (Der Prozeß, 1948) został uhonorowany Pucharem Volpiego dla najlepszego aktora na 9. MFF w Wenecji.

## Filmografia
- 1920:  Golem jako Famulus
- 1922: Herzog Ferrantes Ende jako Orlando
- 1942: Spotkanie we Francji jako kapitan
- 1949: Trzeci człowiek jako 'Baron' Kurtz
- 1952: Wenn abends die Heide träumt